# Ковачите
Ковачите (болг. Ковачите) — село в Болгарии. Находится в Сливенской области, входит в общину Сливен. Население составляет 785 человека.

## Политическая ситуация
В местном кметстве Ковачите, в состав которого входит Ковачите, должность кмета (старосты) исполняет Слав Георгиев Славов (ГЕРБ) по результатам выборов правления кметства.
Кмет (мэр) общины Сливен — Стефан Николов Радев (ГЕРБ) по результатам выборов в правление общины.